# Savoia di Lucania
Savoia di Lucania est une commune italienne d'environ 1 200 habitants située dans la province de Potenza, dans la région Basilicate, en Italie méridionale.

## Histoire
Le nom initial de la commune, Salvia, a été changé en Savoia à titre de réparation : un homme originaire de la commune, Giovanni Passannante, a attenté, le 17 novembre 1878, à la vie d'Umberto Ier, un jour de visite à Naples.
Récemment, un mouvement s'est développé (comité « pro-Salvia ») pour revenir au nom initial. Le mouvement « pro-Savoia » (proche de l'Union monarchique italienne) est, quant à lui, favorable au maintien du nom actuel.

## Administration
| Période                                  | Période  | Identité       | Étiquette | Qualité |
| ---------------------------------------- | -------- | -------------- | --------- | ------- |
| 07/06/2009                               | En cours | Felice Cavallo |           |         |
| Les données manquantes sont à compléter. |          |                |           |         |

### Hameaux
Perolla, Castellaro, Fossati.

### Communes limitrophes
Caggiano, Picerno, Sant'Angelo Le Fratte, Satriano di Lucania, Tito, Vietri di Potenza.